# Primi du Sud
Le primi du Sud (ou prinmi du Sud, pumi du Sud) est une langue tibéto-birmane parlée  en Chine, dans le Nord-Ouest du Yunnan, par environ 19 000 Primi, que les Chinois appellent Pumi.

## Classification interne
Le primi du Sud appartient au groupe des langues qianguiques à l'intérieur de la famille des langues tibéto-birmanes. C'est l'une des deux langues primi (en) avec le primi du Nord.

## Phonologie
Les tableaux présentent les phonèmes vocaliques et consonantiques de la variété de primi du Sud parlée à Lanping.

### Voyelles
|         | Antérieure              | Centrale    | Postérieure       |
| ------- | ----------------------- | ----------- | ----------------- |
| Fermée  | i [i] ĩ [ĩ] y [y] ʏ [ʏ] |             | ɯ [ɯ] u [u]       |
| Moyenne | e [e]                   | ə [ə] ə̃ [ə̃] | ø [ø] o [o] õ [õ] |
| Ouverte | ɛ [ɛ] ɛ̃ [ɛ̃] a [a] ã [ã] | ɐ [ɐ]       | ɑ [ɑ] ɑ̃ [ɑ̃]       |

### Consonnes
|            |           | Bilabiales | Alvéolaires | Alvéolaires | Postalv.  | Rétrofl.  | Dorsales   | Dorsales | Dorsales |
| ---------- | --------- | ---------- | ----------- | ----------- | --------- | --------- | ---------- | -------- | -------- |
| Centrales  | Latérales | Bilabiales | Palatales   | Vélaires    | Postalv.  | Rétrofl.  | Uvulaires  |          |          |
| Occlusives | Sourde    | p [p]      | t [t]       |             |           |           |            | k [k]    | q [q]    |
| Occlusives | Aspirées  | ph [pʰ]    | th [tʰ]     |             |           |           |            | kh [kʰ]  | qh [qʰ]  |
| Occlusives | Sonore    | b [b]      | d [d]       |             |           |           |            | g [g]    | ɢ [ɢ]    |
| Fricatives | sourdes   | f [f]      | s [s]       | ɫ [ɫ]       | ɕ [ɕ]     | ʂ [ʂ]     | ʃ [ ʃ ]    | x [ x]   |          |
| Fricatives | Sonore    | v [v]      | z [z]       |             |           | ʐ [ʐ]     | ʒ [ ʒ]     | ɣ [ɣ]    |          |
| Affriquées | Sourdes   |            | ts [t͡s]     |             | tɕ [t͡ɕ]   | tʂ [t͡ʂ]   | tʃ [ t͡ʃ ]  |          |          |
| Affriquées | Aspirées  |            | tsh [t͡sʰ]   |             | tɕh [t͡ɕʰ] | tʂh [t͡ʂʰ] | tʃh [ t͡ʃʰ] |          |          |
| Affriquées | Sonores   |            | dz [d͡z]     |             | dʑ [d͡ʑ]   | dʐ [d͡ʐ]   | dʒ [ d͡ʒ]   |          |          |
| Liquides   | Liquides  |            |             | l [l]       |           |           |            |          |          |
| Nasales    | Simples   | m [m]      | n [n]       |             | ɳ [ɳ]     |           |            | ŋ [ŋ]    |          |
| Nasales    | Dévoisées | m̥ [m̥]      | n̥ [n̥]       |             |           |           |            |          |          |

### Une langue tonale
Le primi du Sud est une langue tonale qui ne possède que deux tons différents dont les valeurs sont 13 et 55.

## Sources
- (zh) Huang Bufan (Éditeur) et Xu Shouchun, Chen Jiaying, Wan Huiyin 1992, A Tibeto-Burman Lexicon, Pékin, Presses de l'Université Centrale des Minorités  (ISBN 7-81001-347-5)